# Anaeglis
Anaeglis is een geslacht van vlinders van de familie snuitmotten (Pyralidae), uit de onderfamilie Epipaschiinae.

## Soorten
- A. argentialis Christoph
- A. demissalis Lederer, 1863